# ヘム・アルヘナル
ヘム・アルヘナム（Jem Argenal, 1991年9月19日 - ）は、ニカラグア共和国・チナンデガ県出身のプロ野球選手(外野手)。

## 経歴
2012年11月にパナマで行われた第3回WBC予選のニカラグア代表に選出された。

## 詳細情報

### 代表歴
- 2013 ワールド・ベースボール・クラシック・ニカラグア代表